# Deštná (Morávia do Sul)
Deštná é uma comuna checa localizada na região de Morávia do Sul, distrito de Blansko.